# L’Alcúdia
L’Alcúdia település Spanyolországban, Valencia tartományban. L’Alcúdia Tous, Benimodo, Carlet, Guadassuar és Massalavés községekkel határos. Lakosainak száma 12 402 fő (2024).

## Népesség
A település népessége az utóbbi években az alábbiak szerint változott:
| Lakosok száma | 10 674 | 10 654 | 11 105 | 11 378 | 11 437 | 11 615 | 11 926 | 12 009 | 12 176 | 12 402 |
|               | 2001   | 2004   | 2007   | 2009   | 2012   | 2014   | 2017   | 2019   | 2022   | 2024   |